# Útok na Modrý dům

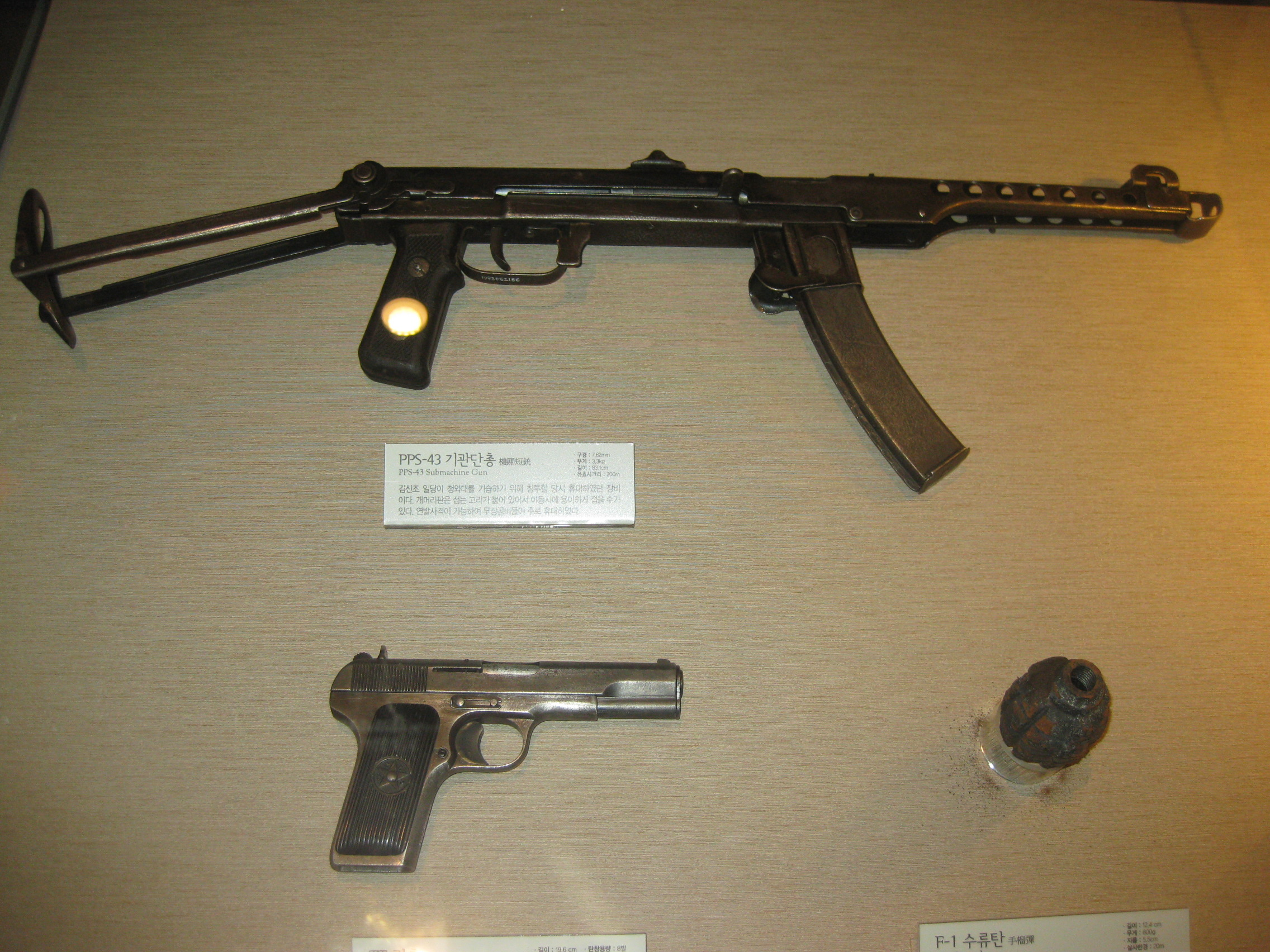
Část výzbroje severokorejského vojáka, zajatého během útoku na Modrý dům

Útok na Modrý dům (korejsky 1·21 사태, anglicky Blue House Raid) byl útok severokorejských zvláštních jednotek na Modrý dům, sídlo prezidenta Jižní Koreje. Cílem útoku bylo zabít Pak Čong-huie, tehdejšího prezidenta Jižní Koreje. Útok provedlo 17. až 29. ledna 1968 31 vybraných příslušníků severokorejské Jednotky 124, kteří se na tento útok připravovali dva roky. Útok skončil díky prozrazení neúspěšně – 29 Severokorejců zemřelo (z toho jeden úspěšně spáchal sebevraždu po svém zajetí), jeden byl zajat a jeden uprchl. Na jihokorejské straně zemřelo 26 mužů a 66 bylo zraněno. Dále padli čtyři američtí vojáci při pokusu Severokorejců uprchnout zpět do Severní Koreje. Jižní Korea v plánované odvetě (která se však nikdy neuskutečnila) vytvořila zvláštní jednotku 31 mužů s cílem zabít Kim Ir-sena.